# Nermina Lukac
Nermina Lukac (5 gennaio 1990) è un'attrice svedese, di origine montenegrina.

## Filmografia parziale
- Äta sova dö, regia di Gabriela Pichler (2012)
- The Prosecutor the Defender the Father and His Son, regia di Iglika Triffonova (2015)

## Premi
- Guldbagge
  - 2013: "Premio Guldbagge per la miglior attrice"
- Berlin International Film Festival
  - 2013: "EFP Shooting Star, Sweden"
- Stockholm Film Festival
  - 2012: "Rising Star Award"
- Amiens International Film Festival
  - 2012: "Miglior attrice"
- Seville European Film Festival
  - 2012: "Miglior attrice"
- Golden Rooster Awards
  - 2013: "Audience Award, Best International Actress"